# Muaro Sentajo
Muaro Sentajo is een bestuurslaag in het regentschap Kuantan Singingi van de provincie Riau, Indonesië. Muaro Sentajo telt 2148 inwoners (volkstelling 2010).